# Промисловість синтетичного каучуку
Промисло́вість синтети́чного каучуку́ — підгалузь хімічної промисловості, яка складається з шинної і ґумової галузей. Продукція промисловості синтетичного каучуку налічує понад 50 тис. виробів, найпоширеніші з них автомобільні, авіаційні, мотоциклетні і велосипедні шини (шинна промисловість), еластичні конвеєрні стрічки, шланги, прокладки, взуття, іграшки (ґумова промисловість)